# Ludwig von Kudriaffsky

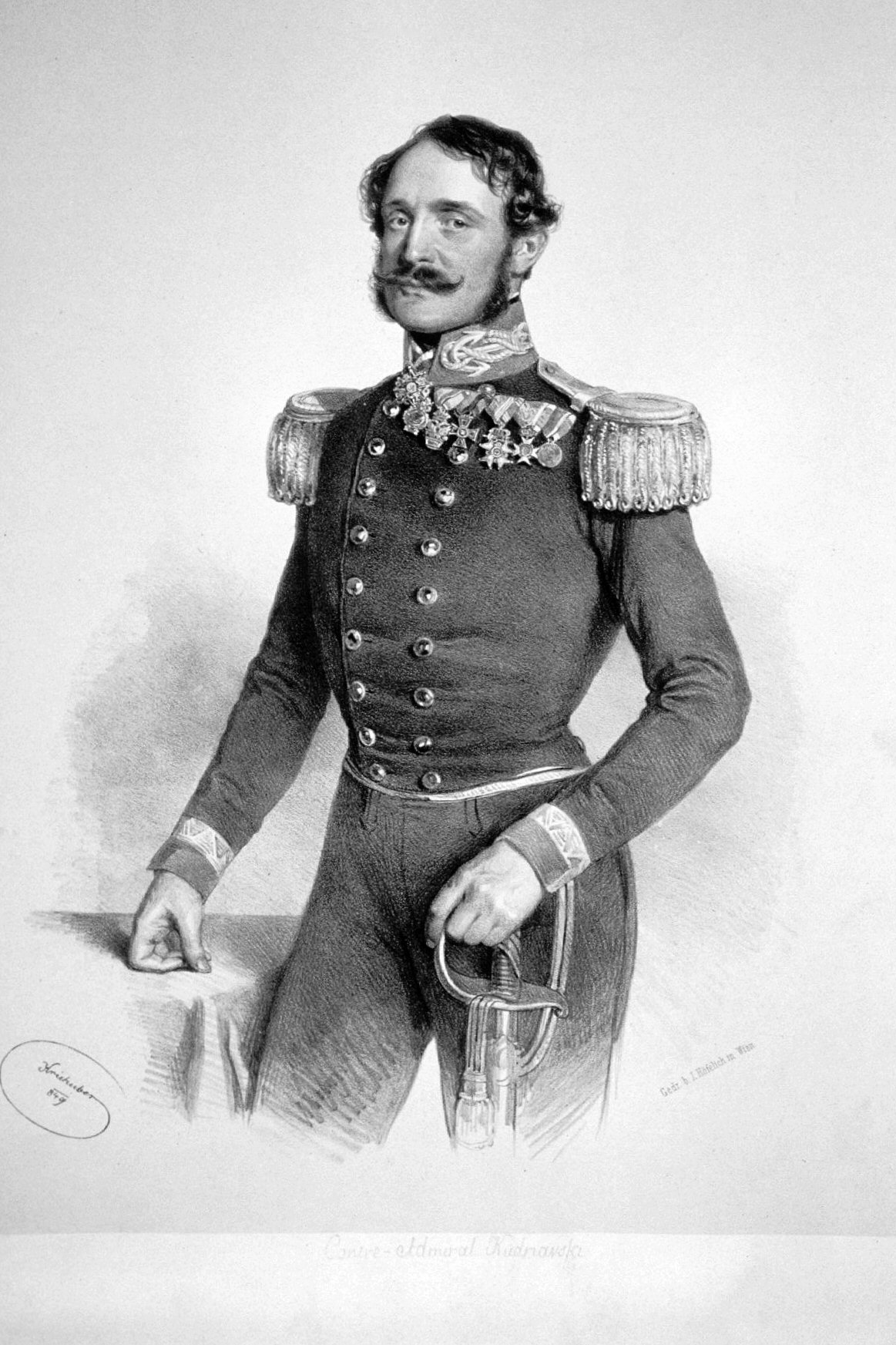
Ludwig Freiherr von Kudriaffsky, Lithographie von Josef Kriehuber, 1849

Ludwig Freiherr von Kudriaffsky (* 21. März 1805 in Wien; † 7. Januar 1894 in Meran) war ein österreichischer General, Marineoffizier und Diplomat russischer Abstammung.

## Leben
Nach Erziehung im väterlichen Haus studierte er in Wien Chemie und Physik. 1822 trat er in das Pontoniercorps ein, wo er als Mathematiklehrer verwendet wurde. Eine Reise nach England weckte sein Interesse für die Seefahrt. 1824 trat er zur k. k. Kriegsmarine über. 1833 ging er als Begleitung von Anton Prokesch von Osten in diplomatischer Mission nach Ägypten und Griechenland; 1835 nach Dresden, Berlin und St. Petersburg. Ab 1837 kommandierte er als Linienschiffsleutnant verschiedene Schiffe im östlichen Mittelmeer. 1840 machte er die Erstürmung von Saida mit. 1845/46 war er als Korvettenkapitän  Direktor des Marinekollegiums in Venedig. 1846–1848 wirkte er als Betriebsdirektor der Donaudampfschifffahrtsgesellschaft. April 1848 war er  als Fregattenkapitän wieder bei der Marine und übernahm das Kommando über die k. k. Flotte. Im gleichen Jahr ging er mit Erzherzog Johann nach Frankfurt, um eine deutsche Flotte zu organisieren. Nach dem Scheitern dieses Projektes wirkte er 1849 als Generalmajor und Brigadier in Zara und Wien. 1851 unterrichtete er Erzherzog Ferdinand Maximilian in Marinewissenschaften.  1856 wurde er zum Feldmarschallleutnant ernannt. 1860–65 wirkte er als Präsident des Militär-Appellationsgerichts in Wien.

## Werke
- Aus dem Tagebuch eines k. k. See-Offiziers, Herausgeber  J. v. Rechcron, in: Armee- und Marine-Zeitung 2, 1884, Nr. 24–59.